# 日本全国福むすび
『日本全国福むすび』（にっぽんぜんこくふくむすび）は、2017年4月14日から福井テレビで放送されているバラエティ番組・紀行番組。通称福むすび。

## 概要
福むすび隊長・桑原達秋（福井テレビ総務部員で元・アナウンサー）が、福井県の魅力を日本全国に発信することで新しい出会いを結んでいく番組。2017年3月まで放送されていた『ふくい浪漫 い〜ざぁええDay』の後継番組に当たるが、同局が加盟するフジテレビ系列の特別編成などで放送を休止することがある。
地上波では福井ローカルで放送されているが、福井県以外の地域でも、放送済みの本編動画をインターネットの動画配信サービスを通じて視聴できる。2020年3月13日放送分まではGYAO!（Yahoo! JAPAN）から有料で動画を配信していたが、同年6月放送分より有料分の配信元をフジテレビオンデマンド（FOD）に変更するとともに、直近の放送回の本編動画をTVerから放送後1週間に限って無料で配信している（詳細後述）。
放送開始から5周年を迎えた2021年4月には、宮川大輔を「スペシャルゲスト」に迎えて福井県内でロケを実施した模様を、3日と10日の2週にわたって放送。達秋の実父（関西テレビ出身のフリーアナウンサー・桑原征平）と大輔の実父（通称「宮川タロー」）が京都西高等学校（現在の京都外国語大学附属西高等学校）水泳部員時代の同期生だった縁で、達秋と大輔も幼少期から親しいことから実現した5周年記念企画で、征平と「宮川タロー」も越前海岸のロケにサプライズで登場した。上記の2回分については、征平の古巣で過去にレギュラー放送の実績がなかった関西テレビでも、6月16日（水曜日）の早朝（4:29 - 5:25）に上記2回分の遅れ放送を実施した。

## 放送時間
本放送
- 金曜日 19:30 - 19:57（番組開始 - 2019年3月15日）
- 金曜日 19:30 - 20:00（2019年4月5日 - 2020年3月20日）
- 土曜日 18:00 - 18:30（2020年4月4日 - 2021年4月10日）
- 土曜日 18:00 - 18:29（2021年4月17日 - ）

2020年4月に放送時間を土曜に移設、後番組はこれまでスペシャル版のみ放送されていた『坂上どうぶつ王国』のレギュラー放送を開始した。土曜移設に伴い、福井県内の民放テレビ局で唯一プライムタイムに放送されてきたレギュラーのローカル番組は消滅した。なお、北陸3県においては石川県と富山県でプライムタイムの番組が現存している（いずれも『日本全国福むすび』とは違い生放送）。
再放送
- 火曜日 0:25 - 0:55（月曜日深夜、2017年6月 - ）
- 日曜日 9:30 - 10:00（2018年4月 - 2020年3月 、アンコール放送）

### ネット配信
| 配信元        | 更新日時                 | 配信期間                 | 備考                             |
| ------------- | ------------------------ | ------------------------ | -------------------------------- |
| FOD見逃し無料 | 土曜日放送終了後         | 7日間                    | 福井テレビの最新回限定で無料配信 |
| TVer          | 土曜日放送終了後         | 7日間                    | 福井テレビの最新回限定で無料配信 |
| FODプレミアム | 2020年6月6日からの過去分 | 2020年6月6日からの過去分 | 有料見放題配信                   |

2020年3月13日放送分まで
GYAO!（Yahoo! JAPAN）の「バラエティ」-「その地域でしか見られないご当地番組」において、番組の見逃し配信を行っており、福井テレビのエリア外でも視ることができる。配信の終了は2020年時点で未定となっている。

## テーマ
- 羽二重餅（沖縄県）
- 越前漆器（京都府）
- 花らっきょう（長崎県佐世保市）
- いちょうのまな板（愛知県名古屋市）
- 地サイダー（石川県金沢市）
- へしこ（岐阜県飛騨市）
- たくあんの煮たの（滋賀県長浜市）
- 福井の観光地（東京都）
- いちほまれ（東京都）
- 越ノ龍（東京都）
- こんにゃく（愛知県岡崎市）
- 山うに（東京都）
- ミズダコ（静岡県）
- 杉永政信（東京都）
- 黒河マナ、なおけ（鳥取県湯梨浜町）
- ふくいサーモン（熊本県熊本市）
- 福井のおつまみ（奈良県桜井市）
- 究極の親子丼（福地鶏の肉・卵と越前焼の丼を使用）（大阪府堺市）

## スタッフ
2021年4月現在
- ナレーター：岡田健志
- 広報：栗原小百合
- タイトルデザイン：松浦えり（真空ラボ）
- キャラクターデザイン：高畑ひろ美
- デザイン：松井彩也香
- CG：檀野有十、油谷孝明
- FD：竹谷昭一郎、峰廣千聡
- MA：小川小一郎（サウンドディレクション）
- カメラ：増永和生、寺井拓也、阿良直人、松田郁也
- ディレクター：山内真理子、棚田恭子
- プロデューサー：宮澤敏明、朝井巧
- 制作協力：福井テレビ開発

## テーマ曲
- ×84[3]「タイダイ」（開始 - 2019年春）
- 福むすびオールスターズ「きみと福むすび」[1]（2019年春 - 、作詞：桑原達秋、作曲・編曲：久保顕理）
  - 福むすびオールスターズ参加メンバー[1]：×84、Sakura、チャカ（ザ☆パンジーズ）、前田一平・タカハシケンジ（元ザ・ルーズドッグス）、荒巻勇仁、ラチエンブラザーズ、うつみあい（ナナ・イロ）、だいもんてつじ、William、入日茜、水咲加奈、大越佑華、天谷真綾、岡田健志、華村ゆき、大川晴菜、さりゅ、桑原達秋